# Juan II de Luxemburgo-Ligny
Juan II de Luxemburgo y conde de Ligny (1392–5 de enero de 1441, Guisa) fue un noble y soldado francés, el hijo más joven de Juan I de Luxemburgo, señor de Beauvoir y Marguerite de Enghien.
Su hermano mayor, Peter recibió los feudos de su madre, incluyendo el Condado de Brienne, mientras que Juan recibió Beauvoir. Él apoyó a los ingleses durante la guerra de los Cien Años, y llevó a cabo un número de chevauchées en nombre del regente Juan de Lancaster. En 1425, tomó posesión de Guisa, el cual fue disputado con Renato I de Nápoles.
Se unió a Felipe III de Borgoña en el asedio de Compiègne en 1430. Aunque el asedio fue finalmente un fracaso, un soldado en su compañía (el bastardo de Vendôme) capturó a Juana de Arco, que la envió a Beauvoir como prisionera. Poco después, su tía abuela Juana de Luxemburgo, que entonces vivía con él, murió y le dejó el Condado de Ligny. Bajo la presión de Inglaterra y Borgoña, Juan vendió finalmente el condado de Joan a los ingleses por 10.000 libras, lo que provocó su muerte.[cita requerida]
A su muerte, dejó Ligny y Guisa a su sobrino Luis.